# 任正非
任正非（1944年10月25日—），男，汉族，祖籍浙江省浦江县黄宅镇任店村，出生于贵州省镇宁县，中国企业家。1963年，任正非进入重庆建筑工程学院学习。毕业后入伍成为基建工程兵，至1982年退伍，转业至深圳工作。1987年，他创立华为公司并担任行政總裁与董事至今。

## 生平

### 家庭背景
任正非祖籍浙江浦江黄宅镇任店村。任正非的爷爷任三和是腌制金华火腿的师傅。任正非的父亲任木生，字摩逊，名字的含义是“不逊于人”，曾在北平市北平民大经济系读大学，是任店村第一个大学生。任木生在校期间加入了中国共产主义青年团，參加過抗日救亡运动。任三和去世后，家里失去经济来源，任木生辍学在家，先后在浙江定海水产职业学校、南京农业职业中学等中学执教。
1937年12月，日本陆军占领中華民國首都南京市，任木生在浙江同乡的介绍下，来到國民政府412军工厂任会计师，这家工厂专门生产防毒面具。任木生经常在工厂里主張抗日，引起了中國國民黨特務的注意。由于大日本帝国陆军步步紧逼，412军工厂经广西省辗转迁到贵州省桐梓县。1944年，任木生觉得形势不好，以送家眷回乡定居为由，悄悄地离开了工厂，中国国民党特务却误抓了他人。次日，任木生装病，请村里人用皮龙（类似轿子）将自己抬到郑家坞火车站，摆脱了中国国民党特务的抓捕，最后来到贵州省镇宁县的山区生活。
任木生在这里认识了17岁的程远昭并且结婚。程远昭高中毕业，自学成为一名数学老师。两人结婚后育有二子五女。1958年，任木生加入中国共产党。任木生曾在都匀一中当了三年校长。文化大革命时期，红卫兵因他曾在国民政府兵工厂上班来抄家，结果发现家徒四壁，被单下面都是稻草。

### 早年生涯
1944年10月25日，任正非出生在贵州省镇宁县（今镇宁布依族苗族自治县），祖籍浙江浦江黄宅镇任店村。小时候，任正非每天和小伙伴准时收听评书《隋唐演义》。小学和初中在家里附近的山村学校度过。
大跃进开始后，全国各地盲目虚报产量，导致高征购任务完成后，公共食堂只剩下一点点粮食给老百姓。1960年，贵州省出现严重的饥荒现象，但是贵州省省长兼书记的周林还是向中共中央报告贵州省大办食堂的“先进经验”，中央评选贵州省为“红旗省”。为了养活一家人，任正非家中实行严格的分餐制，分餐制的好处是虽然每个人都吃不饱，但是每个人都能活下去。为了战胜饥饿，任正非家经常去山里采摘红刺果、蕨菜根、青杠子，磨成粉，代替粮食。同时在山上开辟了一块荒地，种了南瓜，在播种南瓜时，他们发现美人蕉的根可以煮熟吃。高中三年，由于贫穷，任正非没有穿过衬衫，一直都是一件厚厚的单衣。高三时期，任正非在家复习，他的书桌前的瓦罐里装着全家人的口粮，即使再饥饿，他也没有抓里面的口粮吃，否则“会有一两个弟妹活不到今天”。为了解决饥饿，任正非把米糠和菜掺和在一起吃，由于对身体不好，被父亲发现后制止。临近高考，即便生活穷苦，程远昭每天早上还是给他一个玉米饼。后来任正非追忆这段心酸往事说：
每天早上一小块玉米饼，功劳巨大。如果不是这样，也许我就办不了华为这样的公司，只是社会上多了一名养猪能手，或街边多了一名能工巧匠而已。这个小小的玉米饼，是从父母和弟妹的口中抠出来的，我对他们无以报答……
1963年，19岁的任正非考上重庆建筑工程学院（后并入重庆大学）暖通专业。程远昭给他做了两件白衬衣和一床拼对的被单，这三样陪伴他度过了大学四年。1966年，毛泽东发起文化大革命，在大学读书的任正非收到家中的一封信，提到他父亲因在412军工厂工作经历被造反派打倒，接受批判。任正非登上一列火车，火车上挤满了手持《毛泽东语录》的红卫兵，他们对着乘客大喊“战斗”口号，盘问乘客是“什么成分”，任正非因回答父亲是教师被推下了火车，他只好步行回到了家。任正非告诉家人，大学里也在“搞斗争”，基本上没有人上课了，但是父亲告诉他，“知识就是力量，别人不学，你要学，不要随大流，以后有能力要帮助弟妹。”父亲还脱下自己的一双旧皮鞋给他穿。由于父亲的历史问题，任正非的6个弟妹连小学、初中、高中都没有读完，便在河里挖沙子、修铁路、抬土方。任木生被打倒后，红卫兵要他放下教鞭去做苦工。
回到大学后，任正非自学了电子计算机、数字技术、自动控制、逻辑、哲学、英语和日语等三门外语。任木生每天关在牛棚挂着牌子接受批斗，任正非知道父亲处境艰难，就收集了许多传单，寄给母亲，其中有一张传单上有周恩来的一段话：“干部要实事求是，不是的不要乱承认，事情总会搞清的”，程远昭把这段话藏在饭碗里，给任木生，后来任木生说是这张条子救了他的命，他才没有自杀，因为自杀等于自绝于人民，让子女一辈子背上政治包袱。1970年按当时政策所有大学生离校进入部队当兵锻炼。

### 职业生涯
任正非调到安顺地区的基建工程兵第31支队第304大队，参与011基地飞机工厂的工程建设。1970年，该厂制造的第一架飞机试飞成功。1974年，为建设工业现代化，中国政府利用中美关系解冻后与西方国家大建交的有利局势，从西方国家及苏联利用石油美元实施了“四三方案”，大量引进具有当时世界先进水平的大化肥、大化纤及一米七连轧机、燃煤机组等成套设备。其中从法国德布尼斯·斯贝西姆公司引进一套世界先进的化纤项目，总投资28亿元，在辽阳建立辽阳石油化纤总厂，为了保证项目顺利，中国政府从全国调集优秀人才参加这个工程。
同年，任正非应征入伍，加入了承担这项工程建设任务的中国人民解放军基建工程兵第22支队，历任技术员、工程师，从事化工自动控制。辽阳石化1974年8月动工兴建，1979年基本建成并转入试生产。因发明空气压力天平获得1977年全军技术成果一等奖，荣立二等功，晋升为副所长（技术副团职）。1977年10月14日《文汇报》第四版以“我国第一台空气压力天平”为题报道全文如下：

解放军基建工程兵某部青年技术员任正非在仪表班战士的配合下，研制成功我国第一台高精度计量杯准仪器--空气压力天平，为我国仪表工业填补了一项空白。经国家有关计量部门鉴定，仪器设计方案正确，精度、灵敏度好。空气压力天平是一种用来检验高精度仪表的仪器。过去我国的仪表工厂、仪表使用单位和检验部门检验仪表压力、流量、液面等，使用的是标准双管活塞压力计和充水、充汞单管压力计。空气压力天平与双管活塞压力计和充水、充汞压力计相比，不但精度高，而且体积小，重量轻，用途广泛，操作方便，而且对于消除汞害、改善工作条件也有很大的好处。这种仪表是最近几年刚出现的，目前世界上只有几个工业发达的国家能制造。
1977年10月8日至11月5日基建工程兵在北京举行工作会议。到会的有一千多名领导干部和先进典型，10月24日华国锋、叶剑英、邓小平、李先念、汪东兴等党和国家领导人接见了参加会议的全体代表。本次大会表彰了一批工程技术人员。他们是曾被誉为“吊装大王”、在建设“辽化”中又创造新成绩的工程师张士刚；兴建毛主席纪念堂先进标兵、工程师程祖明；研制成功空气压力天平的青年技术员任正非；试制成功电子光子比色计等新型仪器的技术员李万山；创造胶体电瓶新工艺的某部修理二中队代表赵宽林等。1978年3月，33岁的任正非到北京市出席了6000多名代表参加的全国科学大会，这些人中，仅有150余人年龄在35岁以下。同年，任正非加入中国共产党。
化纤总厂建好后，中国已经开始实行改革开放，此时，中国人认为棉布比化纤好，化纤不透气，而且一旦着火就会粘在身上烧，化纤总厂改做包装袋了。在工作之余，任正非读了马克思的《资本论》、四卷本《毛泽东选集》。
1982年，中国政府调整国民经济、国家体制、军队体制，实施裁减军队，决定撤销中国人民解放军基本建设工程兵部队。由于任正非是技术骨干，领导准备将他转往一个科研基地，当他们参观了科研基地的环境，看到四面群山，要和家人分离，思前想后，决定转业。此时，任正非的妻子已经先他一步在深圳市南油集团工作。随后，他办理完转业手续，结束11年的部队生活，带着一双儿女南下深圳市。同年，他出席了中共第十二次全国代表大会。加入南油集团之后，任正非看不惯一些部门领导得过且过、不思进取的官僚作风，请求将公司旗下的一个小公司交给他管理，但是没有得到批准，1983年被任命为该集团旗下一家电子公司的副总经理。不久之后，任正非被一名商人欺骗，骗走了200多万元的一笔巨额贷款，当时内地一个月工资都不到100元，任正非转业的第一份工作以辞职告终。辞职后，任正非和妻子离了婚，他和父母、侄子租了一间十几平方米的房子住在一起。

### 创立华为
1987年，43岁的任正非和合伙人一起集资2.1万元人民币创立“深圳华为技术有限公司”，取名的含义是“心系中华，有所作为”。任正非的公司租在居民楼，一个月最多三四百元的房租，而当时写字楼一个月好几千元房租。
公司建立之初，任正非一直思考做什么赚钱，朋友推荐他做墓碑，当时一块墓碑的石料成本七八十元，刻上字卖四五百元，雕琢精细的可以卖上千元，任正非认为墓碑不是长久之计便放弃了。经过朋友介绍，他开始代销火灾警报器、气浮仪等厂矿所需的工业仪器，但是由于订货量少，不足以维持公司的正常运转。
后来，他看中了香港鸿年公司的小型程控交换机。任正非通过代销程控交换机，为公司赚了第一桶金。由于代销门槛低，需求资金少，一时间很多小公司蜂拥而上，出现不少一样的代销公司和华为抢生意，导致交换机供不应求，供不上货。
面对交换机价格逐步下降，任正非做了一个决定，自己进口组件，在深圳湾一个简易仓库里，雇佣工人，自己组装小型用户交换机。仓库的一头用砖头砌了一堵墙，组成单间，就是工人的生活之所。当时中国市场上是“七国八制”的局面，日本和富士通、美国朗讯、加拿大北电、瑞典爱立信、德国西门子、比利时贝尔、法国阿尔卡特。任正非决定华为生产自己的程控交换机。1988年任华为公司总裁至今。

1991年9月，任正非带着50多名员工来到深圳市宝安县（今宝安区）蚝业村工业大厦三楼，从一些国营单位买来散件，组装华为品牌的24扣小型单位用的程控交换机。这种交换机属于成熟产品，技术含量不高，只需要按照电路图，把散件用电烙铁焊接到电路板上，然后装上说明书，贴上华为商标。这款交换机由于电话接口少，功能简单，只能用于医院、矿山和小单位。由于华为产品便宜，一经推出就供不应求，这时，国内散件也供不上货了。为了摆脱这种不利局面，任正非让员工一边继续组装产品，一边自己开始搞研发。当时华为分为单板、电源、总测、准备四个车间，剩下的就是仓库、厨房和宿舍。任正非也和员工一样，吃住都在厂里，晚上还“熬猪尾巴汤”给员工喝。由于研发是个无底洞，当时研发工作进行了6个多月，员工好几个月没有发工资了，任正非不得已，只得借24%的高利贷维持公司的正常运转。一开始，研发组6名员工，没有专业测试设备，就是靠扩大镜对着上万个焊点，查找问题，和万用表，一条条测试线路，最后进行大量话务测试，所有员工放下手里的工作，每个人手里拿2个电话，拨号，接通，再挂机。不久，公司就购买了大话务量测试设备，淘汰了大量人工测试的方法。不久，交换机推出了，任正非自己背着军绿色的旧书包去推销这款产品。为了解决销路问题，他开始接收代理商。1991年12月31日晚上，华为举行庆祝交换机上市成功，会上，他站在一个纸箱子上，喊道：
不拼，就活不下去！每周工作40个小时，只能产生普通的劳动者，不可能产生科学家、工程师，更不可能完成产业升级……20年后，全球通信产业三分天下，华为有其一！
1992年，任正非邀请华中科技大学、清华大学等高校的教授和学生来华为参观和访问。华中科技大学教师郭平留了下来成为项目经理，当时负责交换机研发，不久成为生产制造部负责人，后来成为常务副总裁。郭平又请来了自己的同学郑宝用，郑宝用后来成为首任中央研究部负责人、常务副总裁、副董事长。
1992年，华为的总产值1个亿，总利税超过1000万。1993年初，华为270多名员工在深圳市蛇口的一个小礼堂里，召开1992年总结大会，任正非在主席台上只讲了一句：“我们活下来了！”，同时决定研发局用交换机，进军公用电话电信领域。会上颁发了100枚在香港定制的闪闪发光的金牌给优秀员工以及支持公司起步的香港鸿年公司的老板。华为公司的旁边有一家亿利达集团公司，任正非从它那挖来了徐文伟，负责硬件。为了挖掘人才，任正非还设置了“人才推荐奖”。这一年，李一男正式加盟华为。中国科技大学毕业生王文胜负责软件，和郑宝用，形成了华为的铁三角。三人合作研发了，使用模拟电子技术。正是这款产品，让任正非尝到了没有跟上时代脚步的错误。当时一名工人曹贻安给任正非建言要他关注数字电子技术，后来被升职为副总工程师。孙亚芳带着200万资金加盟华为。当时资金紧张，华为的工资是发一半，另一半记在账上，任正非把另一半记账的工资转换为华为的股份，辞职时可以取回股份兑换现金，这就是华为“人人股份制”的由来，这种政策造成了数以千计的百万富翁。为了解决华为流动资金短缺的问题，孙亚芳建议可以和电信局一起，组建一个合资公司，不久，华为和17省市的电信局组建了“莫贝克”公司，17省市电信局注资了3900万元。1993年5月，任正非主持召开市场部经理会议，正式推出局用机，之后卖出200多台，因为技术和市场的原因，局用机失败了。
1993年，华为研发数字交换机，取名，包含三个意思“农村和城市”、“计算机和通信”、“中国和通信”。1993年10月，交换机拿到浙江省义乌市佛堂镇开局。但是经常断线和死机。郑宝用亲自带队十几名工程师现场调试，两个月后，交换机可以正常工作了。接着交换机落户邳州市。
1995年，任正非邀请中国人民大学彭剑锋、包政、吴春波等教授到华为授课。1996年3月，任正非邀请彭剑锋、包政、吴春波、黄卫伟、孙建敏、阳杜等组成华为《华为基本法》起草小组，黄卫伟主笔。1998年完成。《华为基本法》完成后，任正非在华为总部新基地门口立了一块石碑，上书：“一个企业长治久安的基础是接班人承认公司的核心价值观，并具有自我批判的能力。”

#### 收购港湾网络公司
1998年，由于李一男和任平、郑宝用的矛盾，任正非将其调离中央研究部，去负责市场方面的产品部兼任行销部总裁。李一男在产品部和同事格格不入，在2000年向任正非提出辞职。任正非派手下的副总裁轮番上阵和李一男交流无果，在深圳市五洲宾馆给他举行了隆重的欢送大会。同年年底，李一男带着分红和股权结算1000万元在北京成立“北京港湾网络有限公司”，一开始做华为企业网产品的高级分销商。2001年，李一男开始从华为挖人才，包括国内市场主管副总裁彭松、通信部总经理路新等。同年，美国华平投资公司给北京港湾网络有限公司注资1600万，龙科创投注资300万。2002年，面对港湾网络公司抢夺市场和挖人，任正非下令收回华为授予港湾网络销售华为产品的代理权，并且成立“打港办”阻击港湾网络公司。港湾网络公司选择去美国上市来圈回资金挽救公司，但是在其两次申请上市的过程中，美国证监会都收到大量匿名信，指出港湾网络公司侵权等一系列问题，导致上市失败。2005年，任正非以100万的价格将港湾深圳研究所的语音小组全部挖到了华为。2006年5月10日，任正非在杭州市华为总部会见李一男，6月6日，华为以17亿元的高价收购了港湾网络公司。同年9月，李一男到深圳坂田华为公司总部上班，出任华为副总裁首席电信科学家，不久之后调到北京，在两年的收购绑定期后，李一男离开了华为。

#### 应对思科公司
2002年，华为产品登陆美国市场。同年6月参加美国亚特兰大举行的电信设备展，思科系统公司的总裁钱伯斯亲自到展台探查华为的产品。同月，华为美国分公司在加利福尼亚州圣克拉拉市成立。2003年1月，思科系统公司聘请美国研究知识产权的律师，向得克萨斯州马歇尔联邦法院递交了长达70多页的针对华为的诉状。任正非召开高层会议，最后决定“敢打才能和，小输就是赢”。华为常务副总裁郭平、徐文伟等人率队到美国应对诉讼，同时他还负责和美国公司谈判讨论合作。2003年3月20日，华为和3COM正式成立合资公司，共同经营数据通信产品的研究开发、生产和销售。2003年10月1日，双方律师对源代码比对工作结束，华为的源代码是“健康的”，次日达成初步和解协议。2004年7月月底达成最终和解协议。

#### 拓展国际市场
任正非瞄准国际市场分四步走，首先是临近的香港市场，第二是俄罗斯和南美洲，第三是东南亚、中东和非洲，第四是发达国家。为了进军国际市场，任正非提出了“华为全球化”的思想：全球化的管理、全球化的研发、全球化的人才、全球化的销售和全球化的企业文化。从1996年以来，任正非先后聘请等美国、英国十多家咨询公司对华为的研发、供应链、财务以及市场体系进行持续不断的变革，实行和一样的集成产品开发系统、集成供应链、人力资源管理、财务管理、质量控制。2003年，专家撤离华为，业务变革项目宣告完成。
1996年，任正非带领华为第一步参与国际市场竞争的舞台，他和李嘉诚旗下的和记电讯合作，华为给它提供窄带交换机为核心产品的商业网产品。1997年，任正非派代表团访问俄罗斯，早在3年前，他就瞄准了俄罗斯巨大的市场，因经济困难，俄罗斯已经很多年没有升级改造了。这一年，俄罗斯连续遭遇三次金融危机打击，许多国际企业都撤离了俄罗斯。4月8日，任正非到俄罗斯乌法市，参加华为和俄罗斯合资公司“贝托华为”的签字仪式。1998年8月，华为在也门和老挝中标，迎来了国际市场的零突破。2000年10月20日，任正非在欢送海外将士出征大会上发表了《雄赳赳，气昂昂，跨过太平洋》的讲话，指出“一个企业需要有全球性的战略眼光才能发愤图强；一个民族需要汲取全球性的精髓才能繁荣昌盛；一个公司需要建立全球性的商业生态系统才能生生不息；一个员工需要具备四海为家的胸怀和本领才能收获出类拔萃的职业生涯。”2003年2月，希腊雅典奥运会承办方购买了华为全套的设备。2004年12月，美国运营商宣布由华为承建移动网络。2005年4月28日，华为成为英国电信“八家企业短名单”的一家。同年，华为和法国公司合作参建法国国家干线传输网。
2000年，被美国《福布斯》杂志评选为中国50富豪第3位。个人财产估计为5亿美元。2005年，任正非和章子怡入选《时代》周刊“世界最具影响力100人”名单。2011年，任正非以11亿美元首次进入福布斯富豪榜，排名全球第1056名，中国第92名。
2011年12月，任正非撰写《一江春水向东流》，经过一级、二级、三级管理团队的审阅修改后，发布在公司内部，正式宣布实行“轮值制度”，在公司创立之初解决利益分配的问题后，解决了权力分配和团队管理的两大问题。一旦董事会形成决议，必须遵从。“轮值制度”借鉴了美国政党轮替制度，避免了公司长期由一个人掌舵，解决了“山头文化”问题。建立“轮值CEO制度”后，任正非也从公司的日常管理事务中解脱了出来，专心钻研华为的发展战略问题。
2015年1月，任正非与BBC主持人在世界经济论坛上讲话，称不会让中国政府去用华为的电信网络，听美国的秘密。
2018年，被评为“改革开放40年百名杰出民营企业家”之一。

## 爭議與担忧
印度政府因对任正非可能与中国人民解放军有联系的担忧而将此作为不允许华为赢得印度某些合同的安全顾虑。 一些国家也交流了这些担忧。在美国，这导致华为购买3Com的努力失败，并迫使软银为了使其对斯普林特的收购获得美国国家安全许可而大幅削减与华为的联系。而在英国，情报与安全委员会已经因为间谍担忧建议移除华为设备。

## 著作
- 电子版《任正非精彩讲话集》，收50篇讲话记录稿。
- 电子版《任正非文集1994-2019》包含1994年到2018年的几乎所有讲话400余篇，内容涉及对行政、财经、产品、MKT、公关、研发、个人成长、战略、历史、政治等方面的看法。

## 家庭
任正非第一任妻子为孟军，为四川省前副省长孟东波之女，兩人育有一子一女，長女孟晚舟後來成為华为副董事长，次子孟平，長大後改回父姓任平。
第二任妻子为姚凌，育有一女姚安娜（Annabel Yao，1998年1月14日-）。姚安娜原名姚思为，曾练习芭蕾舞，本科毕业于哈佛大学计算机科学与统计学专业，2021年1月签约天浩盛世出道。
2018年12月，有报道称任正非现任妻子为苏薇。但任正非在2019年5月21日接受采访时称其一生共有2次婚姻，现任妻子为姚凌。

## 軼聞

### 論知識
任正非唯一的业余爱好就是阅读，尤其是政治、经济、社会和人文方面的书籍。下班后，不是看书就是看电视。几十年来，任正非出差时必带的物品就是书籍，基本一个星期读一二本书，每天看几本杂志。任正非自己说多閱讀是：“我阅读速度非常快，书读得很多，不知哪本书影响了我，哪件事影响了我，思想是怎么生成的。我脑袋里产生的想法我也找不到源头在哪里。”。對於讀書，中央社轉述香港媒體的採訪，據南華早報（SCMP）報導說，中國近來推教改減少英語教學時段，而任面對不學英語的浪潮，則是回應，這樣的人怎麼到公司上班就業？有次他與南開大學新聞與傳播學院院長、「科技日報」前總編輯劉亞東暢談公司發展、美國，也談到學英文，任正非在談話中指出，不學英文的話「農村孩子永遠是農夫」，並認為中國的教育太同質化與集體化，想要超越西方就應該好好學振興多元文化，讓天才自由發揮。

### 對美國產品的看法
據《富比士》雜誌報導，為了凸顯華為的5G技術，特別用蘋果舉例誇讚，他還喜愛把玩蘋果新產品研究並送給身邊的人，全家人都使用iPhone、華為的任正非並在接受彭博採訪時認為：他身為領導會第一個出來反對排斥美商，他並稱有競爭與選擇是好事，才有今天不停的進步。後來2023年9月份，又在北京一次國際大學生程式設計競賽（ICPC）上，對年輕人鼓勵，自家體驗Apple生態就感覺方便又好用，所以要把蘋果當作重要的老師，自嘲身為果粉也不為過，勉勵學子多互通不要排外。